# Один в поле не воин (пословица)

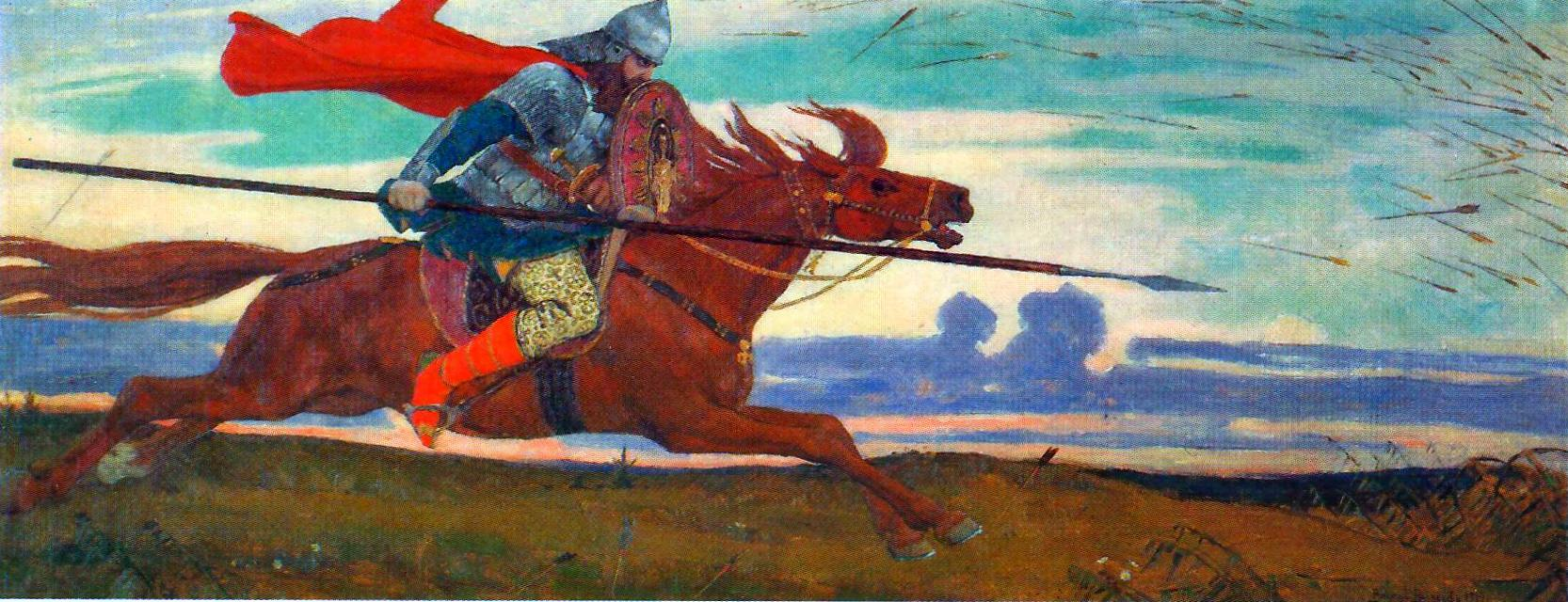
«Один в поле воин», В. М. Васнецов, 1914 год

«Один в поле не воин» (укр. Один у полі не воїн, бел. Адзін у поле не воін) — выражение, известное всем восточнославянским языкам, фразеологизм, русская народная пословица.

## История происхождения
В сборнике «Русские народные пословицы и притчи, изданные И. Снегирёвым», вышедшем в 1848 году в Москве, был размещён фразеологизм «Один в поле не ратай». Русский историк и этнограф Иван Снегирёв, являвшийся издателем, возле этого выражения поставил ремарку «Костром.», представляющую собой сокращённое название рукописного сборника «Костромские и Нерехотские пословицы, собранные действительным членом императорского общества истории и древностей российских Мих. Як. Диевым».
Учёные-лингвисты считают, что именно выражение «Один в поле не ратай» послужило отправной точкой для образования фразеологизма «Один в поле не ратник», а затем уже — «Один в поле не воин». Распространена точка зрения, что слово «ратай» было заменено в фразеологизме словом «ратник» (воин), а не наоборот. Советский и украинский филолог, профессор Харьковского университета Александр Юрченко пишет, что слово «ратай» появилось в древнерусском языке намного раньше, чем «ратник», и начало выходить из активного употребления уже в XII веке в период Киевской Руси. Слово «ратник» «возникло позже и продолжало активно действовать в языках русской, украинской и белорусской народностей» — пишет филолог.

### «И один в поле воин»
Выражение «И один в поле воин» возникло на базе антонимического переосмысления пословицы «Один в поле не воин» и распространилось в русском, украинском, белорусском и других языках в XIX веке, Юрченко связывает его распространение с выходом в 1886 году романа русского писателя Григория Мачтета «И один в поле воин». Дальнейшей популяризации выражения «И один в поле воин», по мнению Юрченко, содействовал роман украинского советского писателя Юрия Дольд-Михайлика с таким же названием («укр. I один у полі воін»), первый том которого вышел в 1956 году, второй — в 1960 году. Юрченко пишет, что до 1960 года включительно роман 5 раз переиздавался на украинском языке общим тиражом 380 тысяч экземпляров и 10 раз на русском языке, 8 изданий которого имели общий тираж 1450000 экземпляров. Также Дольд-Михайлик вместе с Георгием Ткаченко написал в 1959 году пьесу «I один у полі воїн», плотно представленную на сценах многих театров СССР. Юрченко отмечает, что роман, его инсценировку и экранизацию пропагандировали радио и телевидение.

## Лингвистический анализ
Кандидат филологических наук А. В. Горелкина пишет, что в изначальном звучании данной пословицы «один в поле не ра́тай», слово «ратай» было образовано от устаревшего глагола «орати», что означает пахать. Тем самым, «ратай» — это пахарь — человек, который вспахивает, взрыхляет, вскапывает землю, землепашец. В старину, для вспахивания поля требовалось сразу несколько работников и это был тяжёлый труд. Слово «ратай» с течением времени заменилось в языке похожим по звучанию словом «ратник», то есть воин. Автор отмечает, что «поле мирного труда в русских легендах, былинах, сказках ассоциативно люди связывали с полем битвы».
Доктор филологических наук Зинаида Фомина пишет, что «вопреки традиционной сентенции „Один в поле не воин“ в русской пословичной картине мира утверждается обратное мнение: „Один в поле воин, если по-русски скроен“, которое эксплицирует патриотический дух русского солдата и, соответственно, этнокультурно маркированный смысл».
Кандидат филологических наук, сотрудник Института иностранных языков Хучжоуского университета, Чень Шаосюн называет выражение «один в поле не воин» оптимистическим оправданием в случае поражения, где амбивалентность этой идиомы относительно свойства языка выражать психологические и эмоциональные состояния и переживания (эмотивности) принимает способность выражать противоположные значения (энантиосемию).